# Vallonto
Vallonto è una frazione del comune di Fontanelle, in provincia di Treviso.

## Geografia fisica
Il territorio è completamente pianeggiante e quasi totalmente adibito all'agricoltura. La via principale (che parte da Gaiarine ed arriva a Fontanelle centro) è una strada provinciale. Nella parte a nord del territorio è presente una via Sali, a testimonianza dei percorsi che facevano i carri carichi di sale nel periodo veneziano.
Il territorio di Vallonto, compreso nel comune di Fontanelle, è delimitato da diversi corsi d'acqua: a nord il canale Resteggia, ad est il Vallontello, a sud il Rasego e a ovest l'Albina.

## Storia

### Origine del toponimo Vallonto
Il nome Vallonto risale agli anni Trenta del secolo scorso, mentre in passato era usato quello di Vallont oppure Valont. Il toponimo ha significato di vallone, dove alla forma dialettale di Vallon è stata aggiunta una t come nei dialetti alto veneti (Alberto Zamboni, Le origini del cristianesimo tra Piave e Livenza, Vittorio Veneto 1983). Il vallone, dapprima appena accennato e poi più largo e profondo, attraversa il territorio da nord-ovest a sud-est; nel suo fondo, composto da terreni scuri e paludosi, mischiati alle ghiaie, scorrono dei ruscelli denominati Vallontelli. 

### Medioevo
Una delle notizie più antiche su Vallonto risale al 1177 quando, tra le chiese dipendenti dall'ospedale del Piave, viene nominato anche San Salvatore di Vallonto (bolla papale del 16 agosto 1177 di Alessandro III). Il piccolo oratorio veniva aperto poche volte all'anno e nel 1124 venne posto sotto la giurisdizione dei monaci benedettini cistercensi dell'abbazia di Santa Maria di Lovadina e dell'ospizio di Piave. Nel 1490 l'oratorio di Vallont passò sotto la giurisdizione delle monache agostiniane di Santa Maria degli Angeli di Murano. Che Vallonto inizialmente dipendesse da Lovadina è provato da una scritta presente su una lapide della vecchia chiesetta demolita nel 1939 e collocata oggi in una nicchia della nuova chiesa: Templum Sancti Simeonis de Valont juraque Abbatia Sanctae Mariae de Lovadina.
Come già accennato, il titolare della chiesetta non è sempre stato San Simone Apostolo con San Giuda ma il primo titolare di cui ci sono fonti certe è San Salvatore.
Vallont fin dall'antichità aveva una sua individualità amministrativa, in quanto nel 1314 era regula titolata, con gli uomini giurati e il meriga (Angelo Marchesan, Treviso medievale, 1923)

### Periodo veneziano
Nel periodo veneziano, la regola di Vallont, assieme a quella di Levade, compreso nell'attuale territorio di Vallonto, faceva parte della parrocchia di Fontanelle e della podesteria di Portobuffolé. Questa suddivisione amministrativa durerà dal 1339 al 1797, anno in cui finì la repubblica Serenissima. 

## Vita sociale
Nei secoli scorsi la vita sociale di Vallonto è stata influenzata dalla presenza di grandi proprietà terriere delle famiglie nobili o di ordini religiosi, tra i quali nel Cinquecento i Casoni di Seravalle, gli Allegri di Portobuffolé, il Priorato di S. Zuan del tempio e, in seguito, i Minucci di Seravalle, i Mazi e i Tiepolo di Venezia. A questi nell'Ottocento, sono subentrati i nuovi borghesi come i De Carlo e gli Zanellato e solo nella seconda metà del Novecento, grazie alle mutate condizioni del paese, e all'industrializzazione della zona, i Vallontesi sono riusciti a riscattarsi da secoli di sudditanza e povertà. 